# Hypochrysops ignita
Hypochrysops ignita är en fjärilsart som beskrevs av Leach. Hypochrysops ignita ingår i släktet Hypochrysops och familjen juvelvingar. IUCN kategoriserar arten globalt som livskraftig. Inga underarter finns listade i Catalogue of Life.

## Bildgalleri

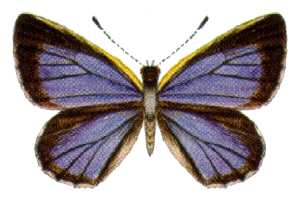